# Veronikina nagrada
Veronikina nagrada je literarna nagrada, ki jo podeljuje Mestna občina Celje za najboljšo pesniško zbirko leta. Podeljevati so jo začeli leta 1997. Pobudnik nagrade in organizator podelitve je bilo celjsko podjetje Fit media, ki je bil organizator do leta 2020. Prireditev navadno poteka konec avgusta na Starem gradu nad Celjem.
Ime nagrade izvira iz legende o Veroniki Deseniški, prepovedani ljubezni grofa Friderika II.
Tričlanska strokovna žirija (navadno sestavljena iz literata in predstavnikov kritike ali knjižnic) izmed nominirancev izbere zmagovalca, ki prejme listino Mestne občine Celje in denarno nagrado v vrednosti 4000 evrov bruto.
Organizator Veronikine nagrade je Hiša kulture Celje.

## Dosedanji dobitniki Veronikine nagrade
- 1997: Iztok Osojnik: Razgledice za Darjo
- 1998: Aleš Šteger: Kašmir
- 1999: Josip Osti: Kraški Narcis
- 2000: Ciril Zlobec: Samo ta dan imam  in Marjan Strojan: Parniki v dežju
- 2001: Milan Jesih: Jambi
- 2002: Miklavž Komelj: Rosa
- 2003: Milan Dekleva: V živi zob
- 2004: Erika Vouk: Valovanje
- 2005: Ivo Svetina: Lesbos
- 2006: Ervin Fritz: Ogrlica iz rad
- 2007: Taja Kramberger: Vsakdanji pogovori  in Tone Pavček: Ujedanke
- 2008: Milan Dekleva: Audrey Hepburn, slišiš metlo budističnega učenca?
- 2009: Jože Snoj: Kažipoti brezpotij
- 2010: Andrej Medved: Razlagalec sanj
- 2011: Barbara Korun: Pridem takoj
- 2012: Primož Čučnik: Mikado
- 2013: Karlo Hmeljak: Krčrk
- 2014: Petra Kolmančič: P(l)ast za p(l)astjo
- 2015: Meta Kušar: Vrt
- 2016: Ana Makuc: Ljubica Rolanda Barthesa
- 2017: Boris A. Novak: Vrata nepovrata
- 2018: Tone Škrjanec: Dihaj
- 2019: Alenka Jovanovski: Tisoč osemdeset stopinj
- 2020: Borut Gombač: S konico konice jezika
- 2021: Tina Kozin: Nebo pod vodo
- 2022: Kristina Kočan: Selišča
- 2023: Miriam Drev: Zdravljenje prednikov in Iva Jevtić: Milost
- 2024: Denis Škofič

### Nominiranci
| Nominiranci za Veronikino nagrado |
| 2020 |
| --- |
| Borut Gombač: S konico konice jezika Vesna Liponik: Roko razje Jana Putrle Srdić: Oko očesu vrana Lucija Stupica: Točke izginjanja Uroš Zupan: Sanjska knjiga |

## Ostale nagrade

### Mala Veronika
Mala Veronika je nagrada za najboljšo dijaško pesem. Izbor poteka preko pesniškega natečaja s tričlansko strokovno žirijo in v sodelovanju s slovenskimi srednjimi šola od leta 2016.
- 2016: Urban Janjič: Sklep 1-6
- 2017: Karin Vrbek: Nočno mesto
- 2018: Tilen Letner: Platon se je po neki prekrokani noči s Sokratom …
- 2019: Mia Valenčič: Resnica ali izziv
- 2020: Aljaž Primožič: Vsak dan smo večji
- 2021: Nina Bohnec: Med najinimi dotiki
- 2022: Ela Potočnik: Odhajaš skupaj s svojim vrtom
- 2023: Doroteja Drevenšek: Bitje iz treh komponent
- 2024: Timotej Kristijan Kovač: Ko sem potrkal